# Walden (Abrahamsen)
Walden is een compositie van Hans Abrahamsen. Het is tevens de titel van het gelijknamige boek Walden; or, Life in the Woods uit 1854 van Henry David Thoreau. Thoreau schreef daarin over zijn eenzame verblijf gedurende twee jaar aan het meer Walden Pond in de bossen nabij Concord (Massachusetts) bij zijn mentor Ralph Waldo Emerson. Thoreau schreef dat hij geheel tot inkeer en helderheid kwam, hij wilde terug naar de kern van het bestaan. Abrahamsen had het werk al geschreven en gaf het pas toen hij het boek had gelezen zijn werk haar titel. De naam van het boek viel de componist op als een foutief meervoud van Wald (bos en meervoud: Wälder). Hij had het werk geschreven voor een traditioneel blaaskwintet (het Funen blaaskwintet) bestaande uit dwarsfluit, hobo, klarinet, fagot en hoorn. De muziek is nauwelijks terug te herleiden tot de experimentele klassieke muziek die rond 1978 in de mode was. Abrahamsen behield altijd een hang naar de romantiek.
Het Nederlandse ensemble Calefax wilde dit werk in haar repertoire opnemen, maar zat met een geheel andere samenstelling. Op hun verzoek arrangeerde de componist het naar een werk voor hobo, twee klarinetten (basklarinet en esklarinet), fagot en altsaxofoon. De esklarinet is vooral goed te horen in het deel attaca.  Het ensemble Calefax had het werk in 2012 nog steeds op het repertoire staan met negen uitvoeringen. 
Walden werd later door de componist opnieuw gebruikt in zijn werk voor orkest Wald.
Walden bestaat uit vier delen:
1. Moderato fluente – allegro
2. Alla marcia
3. Andante – piu mosso ma calmo – attaca
4. Allegretto grazioso

## Discografie
- Dacapo: diverse artiesten 2001 en een verise door het Scandinavisch blaaskwintet